# التجمع للتجديد والمواطنة
التجمع للتجديد والمواطنة (بالفرنسية: Convergence pour le renouveau et la citoyenneté)، هو حزب سياسي في السنغال. في الانتخابات التشريعية التي جرت في 3 يونيو 2007، فاز الحزب بنسبة 1.78٪ من الأصوات الشعبية وحصل على مقعد واحد من أصل 150 مقعدًا في الجمعية الوطنية.